# 科茲利夫卡 (沙爾霍羅德區)
48°46′55″N 28°7′39″E / 48.78194°N 28.12750°E
科茲利夫卡（烏克蘭語：Козлівка），是烏克蘭的村落，位於該國西南部文尼察州，由日梅林卡區負責管轄，面積17.67平方公里，海拔高度268米，2001年人口730，人口密度每平方公里41.31人。